# TV Japan
TV Japan（日语：テレビジャパン），是目前唯一在美國和加拿大的24小時日語收費電視頻道，也是日本广播协会（NHK）向北美、歐洲提供節目型態的通稱。

## 概要
- 主要提供在北美的日本人收看，由NHK合資子公司「NHK CosmoMedia America」[1]營運。

- 1991年4月1日開播，與NHK提供歐洲JSTV的節目通稱「TV Japan」。雙語聲播放來自日本NHK、民間電視台的各式節目，包括戲劇、電影、兒童節目、娛樂節目及全面的新聞報導。另還有豐富的體育節目，如大相撲、日本職棒、日本職業足球甲級聯賽等。
- 2024年2月17日，TV Japan发布公告称TV Japan将于2024年4月1日停止播出，后续相关节目可通过NHK World Premium以及NHK Cosmomedia America運營的JME流媒体平台收看[2]。

## 外部連結
- （日語） TV Japan（页面存档备份，存于）